# Темпест, Кей
Кей Темпест (англ. Kae Tempest; имя при рождении — Кейт Темпест; род. 22 декабря 1985, Брокли, Большой Лондон) — британский исполнитель в жанре художественной декламации и поэт. Лауреат поэтической премии имени Теда Хьюза, полученной в 2013 году за серию театральных декламаций Brand New Ancients.
В поэзии Темпеста смешаны классические рифмы и речитатив, пришедший из хип-хопа. Говоря о том, что повлияло на развитие его стиля, он упоминает Вирджинию Вульф, Самюэля Беккета, Джеймса Джойса, Уильяма Йейтса, Уильяма Блейка, Уистена Хью Одена и Wu-Tang Clan.
Со своей группой, названной «Sound of Rum», Темпест выступал в странах Европы, в Австралии и США; участвовали в состязаниях поэтов («поэтических слэмах») и стали победителем в двух из них, проходивших в кафе Нью-Йорка. Первая книга Кей, сборник поэзии и песен, вышла под названием «Everything Speaks in its Own Way»; первая серия театральных перформансов называлась «Wasted». В 2012 году, в возрасте 26 лет, он заслужил известность серией выступлений «Brand New Ancients» в Центре Искусств Баттерси.
За эту работу Темпесту была вручена премия имени Теда Хьюза, выдаваемая с 2009 года за новые достижения в поэзии, выходящие за привычные рамки жанра.

## Биография
Родился в Брокли, пятым ребёнком в семье юриста и учительницы. С 14 по 18 лет работал продавцом в магазине музыки. В 16 лет поступил в BRIT School а затем получил диплом по английской литературе в университете Голдсмитс. Поэтическая и декламаторская карьера Кей Темпест началась в 16 лет с чтений перед «открытым микрофоном» (англ. open mic) в небольшом хип-хоп магазинчике Лондона. Впоследствии они выступали на «разогреве» у ряда поэтов и хип-хоп групп (Кларк, Джон Купер, Билли Брэг, Бенджамин Зефанайя и Scroobius Pip).

## Дискография

### Альбомы
- 2011: Balance (with «Sound of Rum»)
- 2014: Everybody Down
- 2016: Let Them Eat Chaos
- 2019: The Book of Traps and Lessons
- 2022: The Line Is a Curve
- 2025: Self Titled

### Синглы
- 2014: «Our Town»
- 2014: «Hot Night Cold Spaceship»
- 2015: «Bad Place for a Good Time»
- 2016: «Guts»
- 2016: «Truth Is Telling (with Blasco Says)»

### Приглашённый исполнитель
- 2008: «I Got Love (remix)»
- 2010: «Drum Song»
- 2012: «Forever Ever»
- 2014: «Our Town»
- 2014: «Rain»
- 2014: «Summer»
- 2018: «Kairos»
- 2018: «A Child Is an Open Book»
- 2018: «Usubscribe»
- 2018: «6 Millions Stories»
- 2019: «Blood of the Past»
- 2020: «Time Is Hardcore»

## Книги
- Everything Speaks in its Own Way, поэтический сборник